# Clostera americana
Clostera americana är en fjärilsart som beskrevs av Harris 1841. Clostera americana ingår i släktet Clostera och familjen tandspinnare. Inga underarter finns listade i Catalogue of Life.

## Bildgalleri

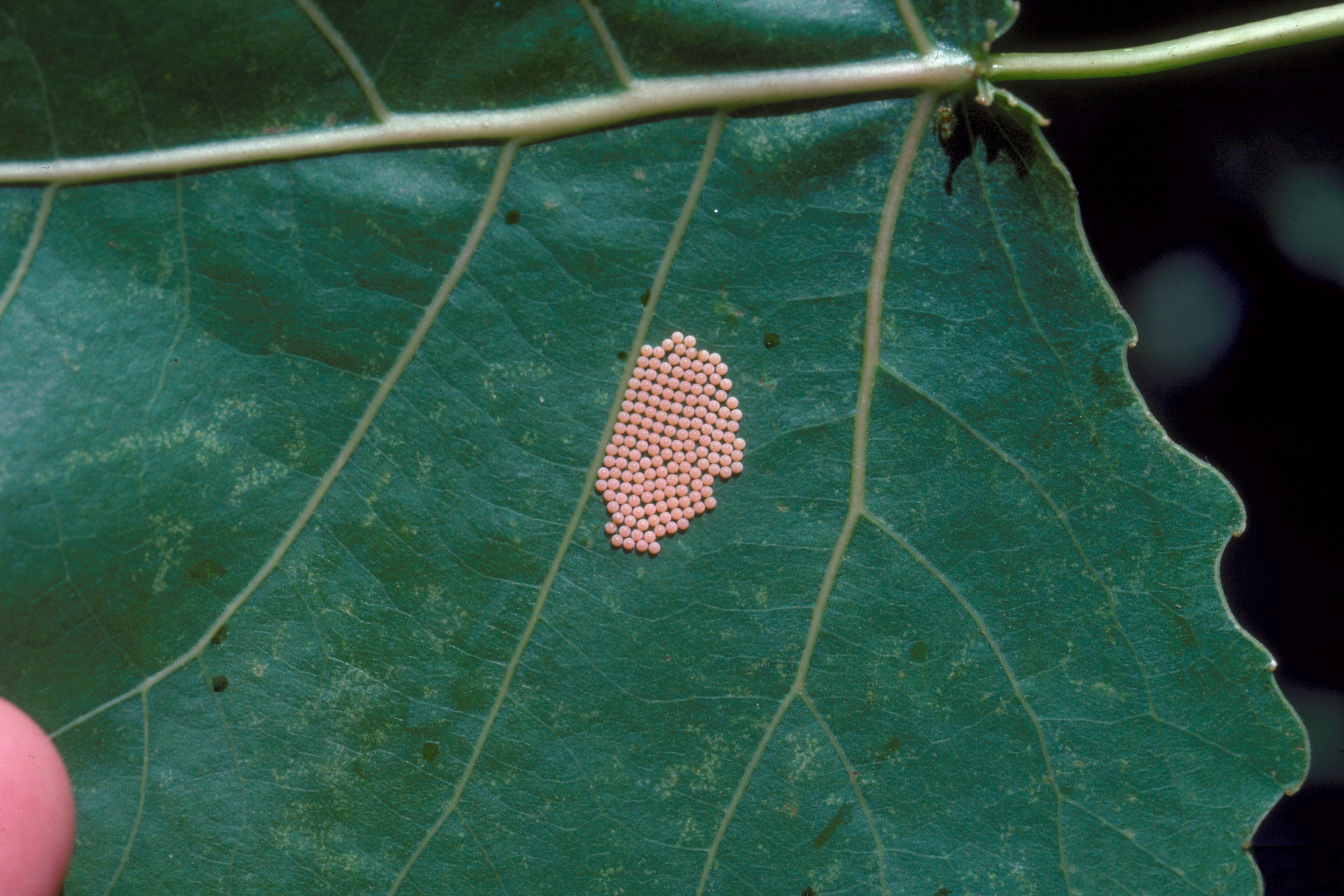
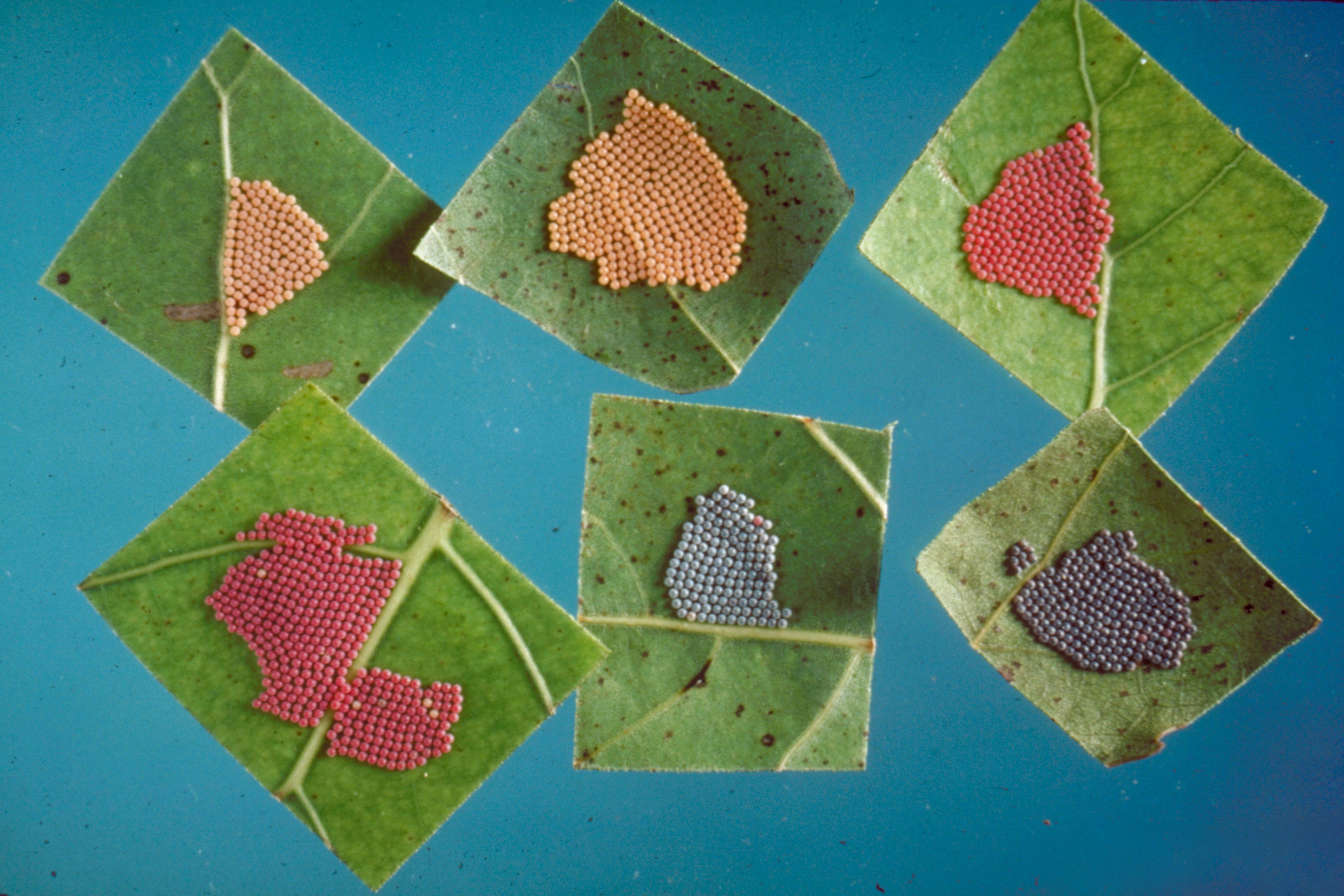
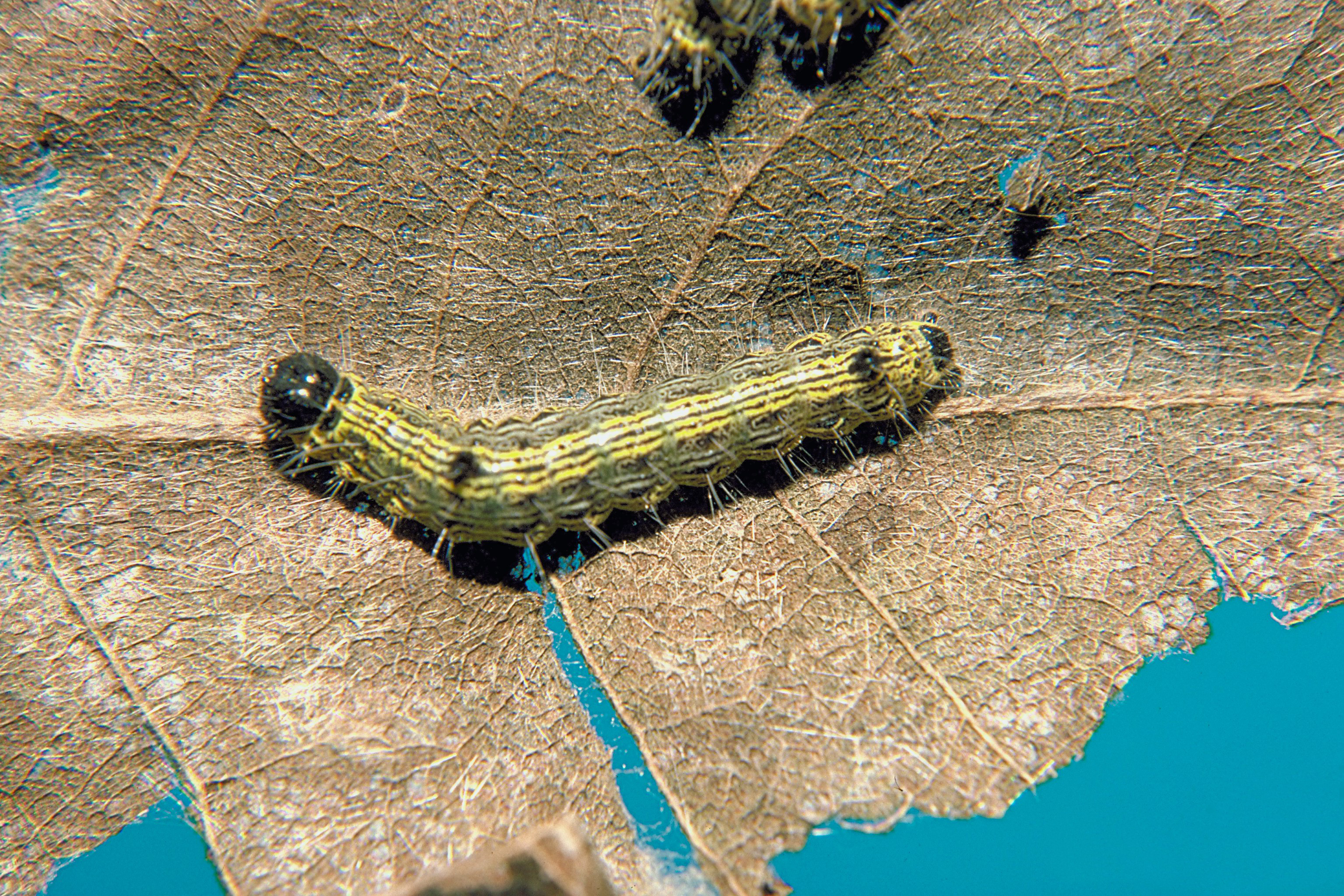
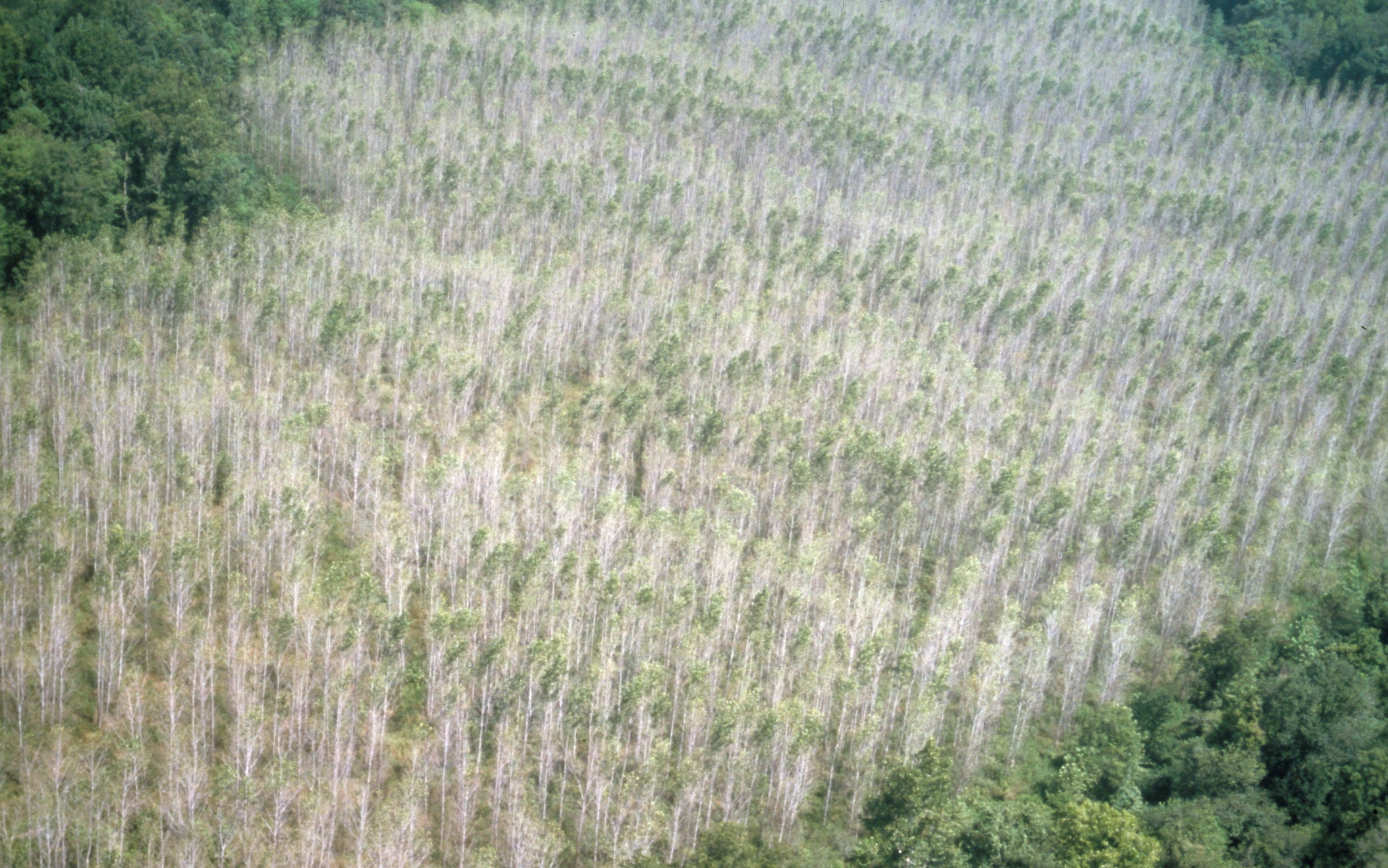
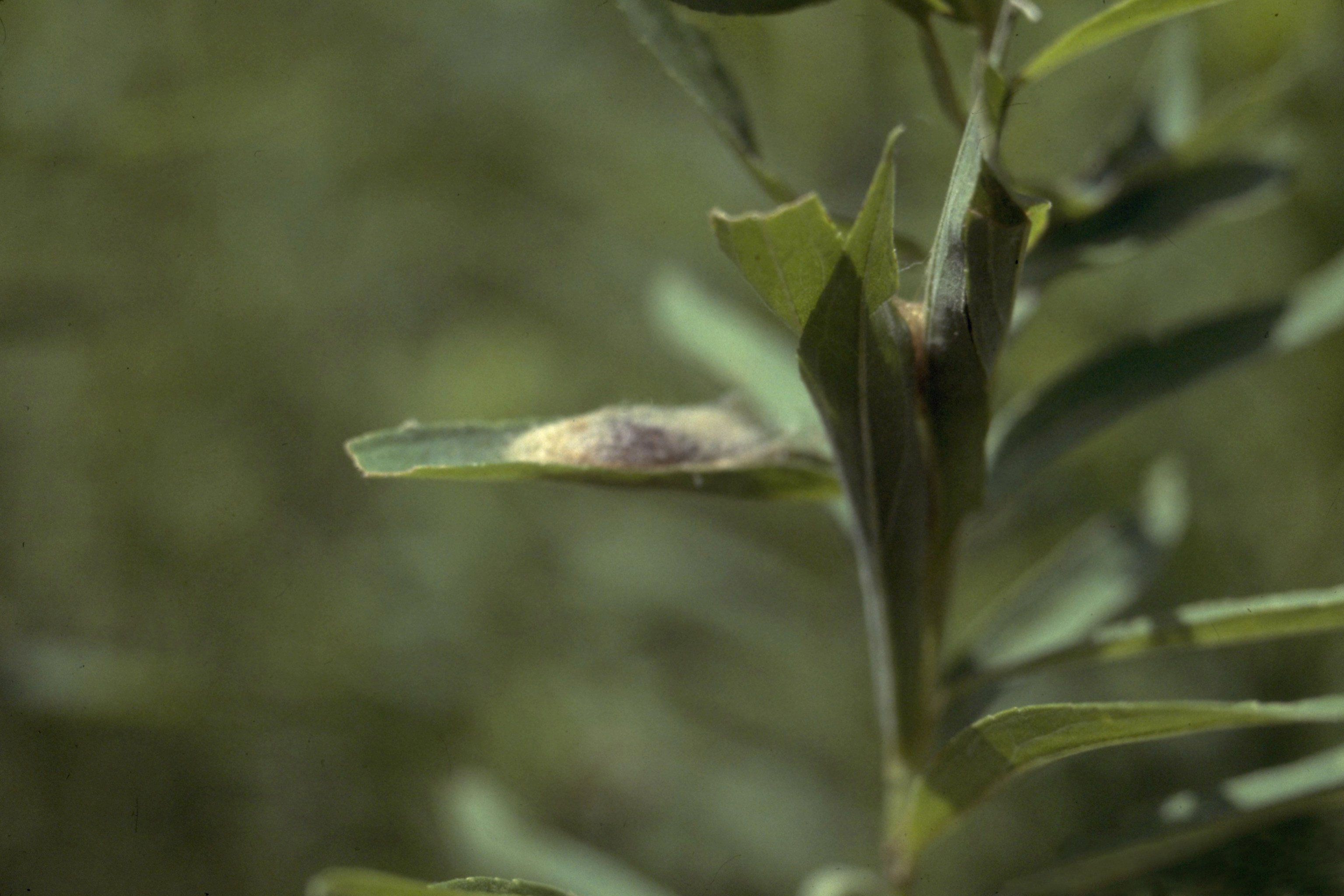